# Andriej Kriwow
Andriej Kriwow (ros. Андрей Анатольевич Кривов; ur. 14 października 1985) – rosyjski lekkoatleta specjalizujący się w chodzie sportowym.
Startuje w chodzie na 20 kilometrów. W 2007 zdobył wicemistrzostwo Europy młodzieżowców. Na mistrzostwach świata w 2009 był szesnasty, a rok później zajął piątą lokatę podczas mistrzostw Europy. Złoty medalista uniwersjady (2011 i 2013). Reprezentant kraju w pucharze Europy w chodzie i pucharze świata oraz medalista mistrzostw Rosji.
Rekord życiowy: 1:18:24 (2012).

## Osiągnięcia
| Rok  | Impreza                           | Miejsce              | Lokata                 | Wynik   |
| ---- | --------------------------------- | -------------------- | ---------------------- | ------- |
| 2007 | Młodzieżowe mistrzostwa Europy    | Debreczyn            | 2. miejsce             | 1:21:51 |
| 2008 | Puchar świata w chodzie sportowym | Czeboksary           | 5. miejsce             | 1:19:10 |
| 2009 | Puchar Europy w chodzie sportowym | Metz                 | 27. miejsce            | 1:38:18 |
| 2009 | Mistrzostwa świata                | Berlin               | 16. miejsce            | 1:22:19 |
| 2010 | Puchar świata w chodzie sportowym | Chihuahua            | 3. miejsce             | 1:22:54 |
| 2010 | Mistrzostwa Europy                | Barcelona            | 5. miejsce             | 1:22:20 |
| 2011 | Puchar Europy w chodzie sportowym | Olhão da Restauração | 7. miejsce             | 1:25:14 |
| 2011 | Uniwersjada                       | Shenzhen             | 1. miejsce             | 1:24:15 |
| 2012 | Puchar świata w chodzie sportowym | Sarańsk              | 2. miejsce             | 1:19:27 |
| 2012 | Igrzyska olimpijskie              | Londyn               | 37. miejsce            | 1:24:17 |
| 2013 | Uniwersjada                       | Kazań                | 1. miejsce             | 1:20:47 |
| 2013 | Uniwersjada                       | Kazań                | 1. miejsce (drużynowo) | 4:04:31 |
| 2015 | Puchar Europy w chodzie sportowym | Murcja               | 6. miejsce             | 1:22:05 |